# Grumpy
Grumpy es una película con guion de Doris Anderson se basaba en una historia original de Horace Hodges y Thomas Wigney.

## Otros créditos
- Dirección: George Cukor y Cyril Gardner
- Sonido: MoviTone
- color:  Blanco y negro
- Sonido: Harold Lewis